# Tango lunaire
Tango lunaire is een compositie van de Finse componist Jukka Tiensuu.
Tiensuu schreef deze tango voor de bezetting dwarsfluit of hobo, besklarinet, viool, cello en een toetsinstrument naar keus. Tiensuu liet nooit wat los over zijn werken, het is de compositie die voor zich zelf moet spreken. De combinatie Finland en tango lijkt een vreemde, maar die Zuid-Amerikaanse dans is een van de populairste dansen in Finland. Er worden bijvoorbeeld wedstrijden gehouden. Tiensuu liet de instrumentatie voor deze maantango grotendeels vrij. Blazers en strijkers liggen vast, maar voor toetsinstrument kan alles gebruikt worden, als er maar toetsen of knoppen op zitten. Tiensuu gaf zelf aan "piano, accordeon, bandoneon, orgel, klavecimbel, synthesizer etc." Overigens valt op deze tango nauwelijks te dansen; het basisritme is alleen op de achtergrond aanwezig. In de partituur staan de volgende opmerkingen:
- het basismateriaal kan in elke aantal repetities gespeeld worden;
- de partituur is onderverdeeld in de thema's A, B, C en D; deze kunnen in elke variatie uitgevoerd worden, met of zonder directe herhaling;
- microtonen zijn aangegeven
- er is nauwelijks dynamiek aangegeven; het is de keus aan musici welke dynamiek ze gebruiken, maar de componist gaf wel aan dat hij erop rekende dat de muzikanten hun eventuele voorkeur voor extremen daarin niet achterwege hoefden te laten;
- clusters (op toetsinstrumenten) moeten met de gehele arm aangeslagen worden.

Het werk ging in première op 15 februari 1986 tijdens het de festiviteiten rond het tweehonderdjarig bestaan van de stad Tampere. Leden van het Avanti!-kamerorkest voerden het toen uit. In 2008 nam een aantal musici het stuk op voor Alba Records Oy, die er een EMMA Award voor kon ophalen in de categorie klassieke muziek, terwijl daar eigenlijk geen sprake van is.